# Volker Caysa
Volker Caysa (* 24. Juni 1957 in Halberstadt; † 3. August 2017 in Leipzig) war ein deutscher Philosoph.

## Leben
Caysa studierte an der Karl-Marx-Universität Leipzig (KMU) Philosophie mit Abschluss als Diplom-Philosoph und blieb als Assistent an der philosophischen Fakultät der KMU, genauer gesagt am Franz-Mehring-Institut. Während dieser Zeit war Helmut Seidels spezifische Praxisphilosophie, die man als eine historisch-materialistische Identitätsphilosophie bezeichnen kann, prägend für ihn. 1988 promovierte Volker Caysa an der KMU und begann mit der Dissertation über Die „Wissenschaft der Logik“ als Metaphysik der Arbeit der Vernunft seine Laufbahn als Philosoph vernünftiger Lebenspraxis. Er blieb bis zur Abwicklung der philosophischen Fakultät im Zuge der politischen Wende als Assistent an der KMU. Als DDR-Philosoph fand er in den 1990er Jahren in Deutschland keine Stelle als Hochschullehrer. Nach der Entlassung aus der Universität betätigte er sich als freier Philosoph und Autor, bis er dort später wieder als wissenschaftlicher Mitarbeiter Zugang erhielt.
Caysa gehörte zu den Mitbegründern der Nietzsche-Gesellschaft, deren langjähriges Vorstandsmitglied er war und die er von 2002 bis 2004 als Vorsitzender leitete. In den 1990er Jahren engagierte er sich zusammen mit Helmut Seidel für den Aufbau der Rosa-Luxemburg-Stiftung in Leipzig. 2002 erfolgte seine Habilitation an der Fakultät für Sozialwissenschaften und Philosophie der Universität Leipzig mit der Arbeit Körperutopien – Eine philosophische Anthropologie des Sports. Von 2003 bis 2013 arbeitete er als Professor an den Universitäten in Opole und in Łódź und ab 2003 nebenbei als Privatdozent am Institut für Philosophie der Universität Leipzig. In der Nietzsche-Gesellschaft gründete er zusammen mit Gunter Gebauer 2005 den Arbeitskreis „Anthropologie des Körpers“ mit dem Ziel eine moderne Körperphilosophie zu entwickeln. Für Volker Caysa standen dabei die Philosophie der Lebenskunst und vernünftiger Lebenspraxis und besonders die Theorie des Empraktischen im Mittelpunkt.
1997 erhielt er den von Günter Reimann gestifteten Wissenschaftspreis der Rosa-Luxemburg-Stiftung Sachsen. Sein Hauptwerk erschien 2015 unter dem Titel Empraktische Vernunft.
Im Auftrag der Rosa-Luxemburg-Stiftung beteiligte sich Caysa an den Forschungsberichten über Rosa Luxemburg.
Auf dem Gebiet der Kunstphilosophie arbeitete Volker Caysa gemeinsam mit seiner Ehefrau Konstanze, Durs Grünbein und Jonathan Meese zusammen. Sie engagierten sich im Vorstand der Nietzsche-Gesellschaft, als Mitglieder im kulturwissenschaftlichen Beirat des Klinikums Bremen Ost und mit der Gründung des Leipziger Forums für Kunst und Philosophie im Februar 2017 für die Weiterentwicklung der „Theorie des Empraktischen“. In den Jahren 2006 bis 2010 hielt Caysa Vorlesungen zu dieser Thematik am philosophischen Institut der Universität Leipzig. Seine Ehefrau transkribierte die Vorlesungen und es entstanden neben der „Empraktischen Vernunft“ die gemeinsam erarbeiteten Bände „Askese als Verhaltensrevolte“ und „Denken des Empraktischen“.

## Hauptarbeitsgebiete als Philosoph
- Anthropologie des Körpers (unter Einschluss der Sportphilosophie)
- Hermeneutik, Phänomenologie, Empraxis
- Philosophie der Lebenskunst und vernünftiger Lebenspraxis
- Philosophie der Gefühle

## Sonstiges
Vor seinem Philosophiestudium war Caysa in der DDR als Sportler aktiv. 1977 erzielte er im Hammerwurf eine Bestweite von 55,74 m. Als ehemaliger Sportler sprach er sich dafür aus, Dopingpraktiken als Ausdruck der „Industrialisierung des Körpers“ zu analysieren.
Caysa hat einen Sohn. Er war in erster Ehe mit der Philosophin Petra Caysa, wissenschaftliche Mitarbeiterin an der Universität Leipzig, in zweiter Ehe mit der Altgermanistin Uta Störmer-Caysa, Professorin an der Universität Mainz, und bis zu seinem Tod in dritter Ehe mit der Künstlerphilosophin Konstanze Caysa verheiratet.

## Publikationen (Auswahl)
- Die „Wissenschaft der Logik“ als Metaphysik der Arbeit der Vernunft. Universität Leipzig, Diss. A, 1988.
- Hoffnung kann enttäuscht werden. Ernst Bloch in Leipzig. Koautoren: Petra Caysa, Elke Uhl, Klaus-Dieter Eichler; Verlag Hain, Berlin 1992, ISBN 978-3-445-08573-3.
- Das Seyn entwerfen: Die negative Metaphysik Martin Heideggers. Daedalus, Peter Lang – Internationaler Verlag der Wissenschaften, 1994, ISBN 978-3-631-47147-0.
- Sport ist Mord – Texte zur Abwehr körperlicher Betätigung. Reclam-Verlag, 1996, ISBN 978-3-379-01556-1.
- Philosophiegeschichte und Hermeneutik. Koautor: Klaus-Dieter Eichler; Leipziger Universitätsverlag, Leipzig 1996, ISBN 978-3-931922-13-9.
- Sportphilosophie. Reclam, Leipzig 1997, ISBN 978-3-379-01578-3.
- Auf der Suche nach dem Citoyen: Konzepte der Citoyenität. Daedalus/Europäisches Denken in deutscher Philosophie, Peter Lang – Internationaler Verlag der Wissenschaften, 1997, ISBN 978-3-631-31104-2.
- Durch dick und dünn. Reclam, 1998, ISBN 3-379-01614-4.
- Praxis. Vernunft. Gemeinschaft. Auf der Suche nach einer anderen Vernunft. Koautor: Klaus-Dieter Eichler; Beltz Athenäum, 1999, ISBN 978-3-89547-023-3.
- Reinhold Messners Philosophie: Sinn machen in einer Welt ohne Sinn. Koautor: Wilhelm Schmid; edition Suhrkamp, 2001, ISBN 978-3-518-12242-6.
- Zum philosophischen Praxis-Begriff. Die zweite Praxis-Diskussion in der DDR. Koautoren: Dieter Wittich, Helmut Seidel; In: Texte zur Philosophie. Heft 12, Rosa-Luxemburg-Stiftung Sachsen, 2002.
- Körperutopien. Eine philosophische Anthropologie des Sports. Campus Verlag, Frankfurt am Main/New York 2003, ISBN 978-3-8258-1202-7.
- Geist der Leipziger Bloch-Zeit. Kulturphilosophische Reflexionen über Erinnerung und Geschichte. Verlag GNN, Schkeuditz/Leipzig 2003, ISBN 978-3-89819-137-1.
- Kritik als Utopie der Selbstregierung: Über die existenzielle Wende der Kritik nach Nietzsche. Verlag Frank & Timme, Berlin 2005, ISBN 978-3-86596-005-4.
- Nietzsche und die Linke. Hrsg. von Hans-Martin Gerlach und Volker Caysa, Rosa-Luxemburg-Stiftung Sachsen, 2006, ISBN 978-3-89819-228-6.
- Hass und Gewaltbereitschaft. Philosophie und Psychologie im Dialog – Band 3. Koautor: Rolf Haubl, Verlagsgruppe Vandenhoeck & Ruprecht, Göttingen 2007, ISBN 978-3-525-45172-4.
- Kultur – Nation – Europa: Nationalkulturelle Identitäten auf einem imaginären Kontinent. Koautor: Bartlomiej Kozera, Daedalus, Peter Lang – Internationaler Verlag der Wissenschaften, 2008, ISBN 978-3-631-56982-5.
- Experimente des Leibes. Koautorin: Konstanze Schwarzwald, LIT Verlag, 2010, ISBN 978-3-8258-1202-7.
- Nietzsche – Macht – Größe. Nietzsche – Philosoph der Macht oder der Macht der Größe. Koautorin: Konstanze Schwarzwald, De Gruyter, Berlin/New York 2011, ISBN 978-3-11-024572-1.
- Empraktische Vernunft. Peter Lang – Internationaler Verlag der Wissenschaften, 2015, ISBN 978-3-631-66707-1.
- Rosa Luxemburg – die Philosophin. Rosa-Luxemburg-Forschungsberichte, im Auftrag der Rosa-Luxemburg-Stiftung Sachsen hrsg. von Klaus Kinner und Manfred Neuhaus, Leipzig 2017, ISBN 978-3-947176-00-7.